# Pietro de Bono
Pietro de Bono (zm. 20 listopada 1187) – włoski kardynał.
Pochodził prawdopodobnie z Rzymu, gdyż udowodnione jest jego pokrewieństwo z rzymska rodziną Capocci. Należał do bolońskiej kongregacji kanoników regularnych S. Maria di Reno i był subdiakonem Świętego Kościoła Rzymskiego. W grudniu 1165 papież Aleksander III mianował go kardynałem. Początkowo podpisywał bulle papieskie jako kardynał-diakon S. Maria in Aquiro (18 marca 1166 do 14 sierpnia 1173), później jako kardynał-prezbiter S. Susanna (28 września 1173 do 11 listopada 1187). W 1177 wspólnie z kardynałami Manfredo de Lavagna oraz Giacinto Bobone był legatem na południu Włoch. Był też obecny przy zawarciu pokoju między Aleksandrem III a Fryderykiem Barbarossą w Wenecji (1177). Uczestniczył w papieskich elekcjach w 1181 i w październiku 1187. Zmarł prawdopodobnie w Ferrarze.